# شتاين إريكسن
شتاين إريكسن (بالنرويجية البوكمول: Stein Eriksen؛ بالإنجليزية: Stein Eriksen) هو متزحلق حر أمريكي ونرويجي، ولد في 11 ديسمبر 1927 في أوسلو في النرويج، وتوفي في 27 ديسمبر 2015 في بارك سيتي في الولايات المتحدة.

## وصلات خارجية
- شتاين إريكسن على موقع الاتحاد الدولي للتزلج (التزلج على المنحدرات الثلجية) (الإنجليزية)
- شتاين إريكسن على موقع اللجنة الأولمبية الدولية (الإنجليزية)
- شتاين إريكسن على موقع أوليمبيديا (الإنجليزية)
- شتاين إريكسن على موقع اللجنة الأولمبية الصينية (الإنجليزية)
- شتاين إريكسن على موقع إن إن دي بي (الإنجليزية)